# Hymenicoides
Hymenicoides is een geslacht van kreeftachtigen uit de klasse van de Malacostraca (hogere kreeftachtigen).

## Soorten
- Hymenicoides carteri Kemp, 1917
- Hymenicoides robertsi Naruse & Ng, 2007